# Baby Shark
Baby Shark (česky doslova žraloček, žraločátko) je dětská písnička a animované virální video o rodině žraloků zveřejněné v roce 2016 jihokorejskou společností Smart Study.

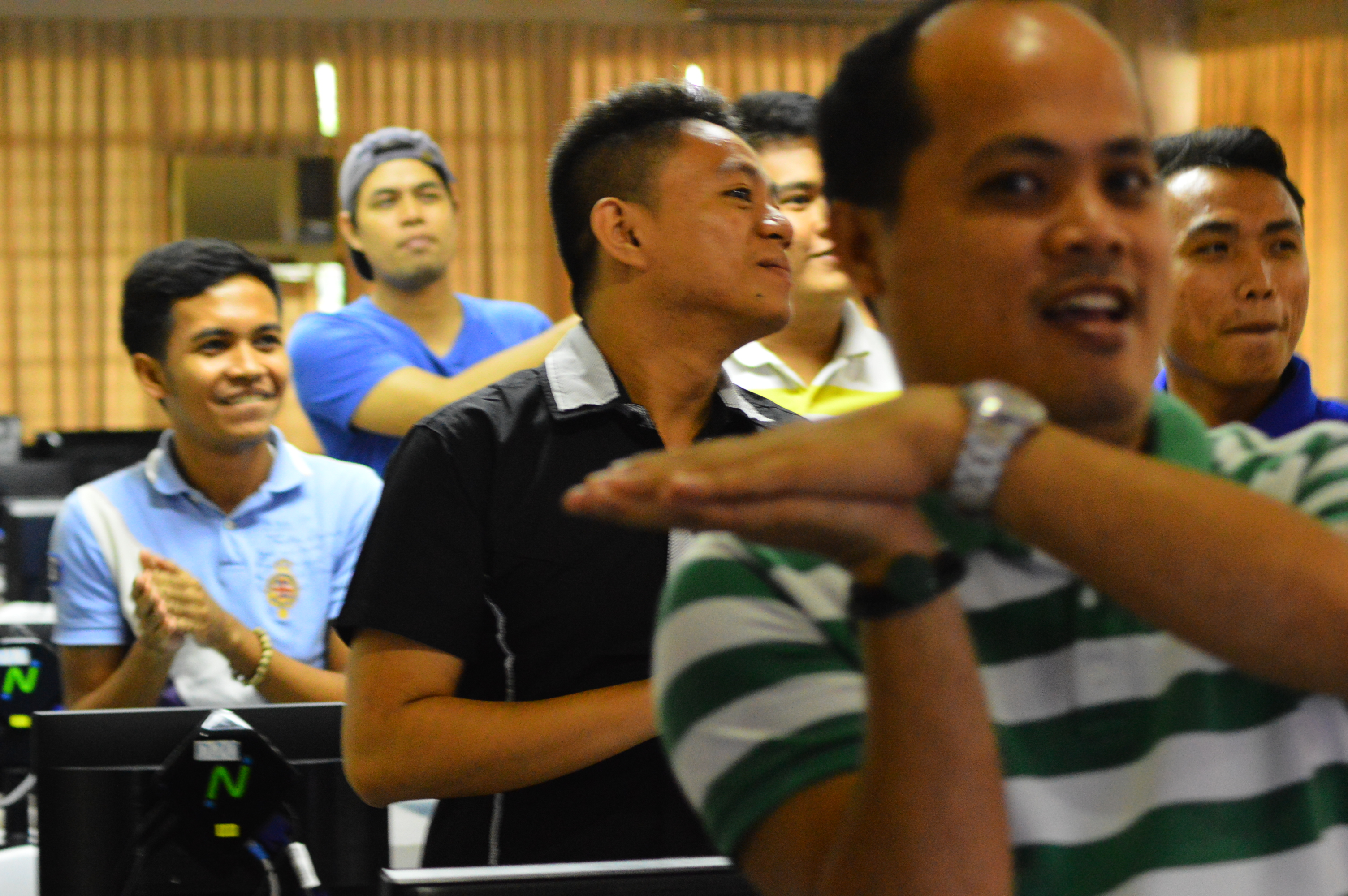
Baby Shark tanec na oslavě desátého výročí Wikipedie v bikolštině, Filipíny (2017)

Na platformě YouTube se původní anglické video 2. listopadu 2020 stalo s 7,04 miliardami zhlédnutí nejsledovanějším videem, když přeskočilo píseň Despacito. V lednu 2022 video překonalo hranici 10 miliard zhlédnutí. Kromě něj vzniklo do konce roku 2019 celkem 19 dalších jazykových verzí, včetně těch v němčině, malajštině nebo navažštině.  Klip začíná úryvkem z Dvořákovy Novosvětské symfonie, jejíž variace se objevuje i ve filmu Čelisti. Pravděpodobně kvůli autorským právům ale nebyl použit filmový sample. Za počátečním úspěchem videa stojí několik coververzí k-popových skupin jako Girls' Generation, Blackpink nebo Red Velvet. Ve Spojených státech a obecněji na západě se na popularizaci podíleli například moderátoři Ellen DeGeneresová a James Corden, rapperka Cardi B nebo celebrita Kylie Jennerová. S písničkou je spojený i jednoduchý tanec, imitující pohyby rukou otevírání a zavírání čelistí žraloka. Natočení a sdílení tohoto tanečku je součástí hashtagu „#BabySharkChallenge“.

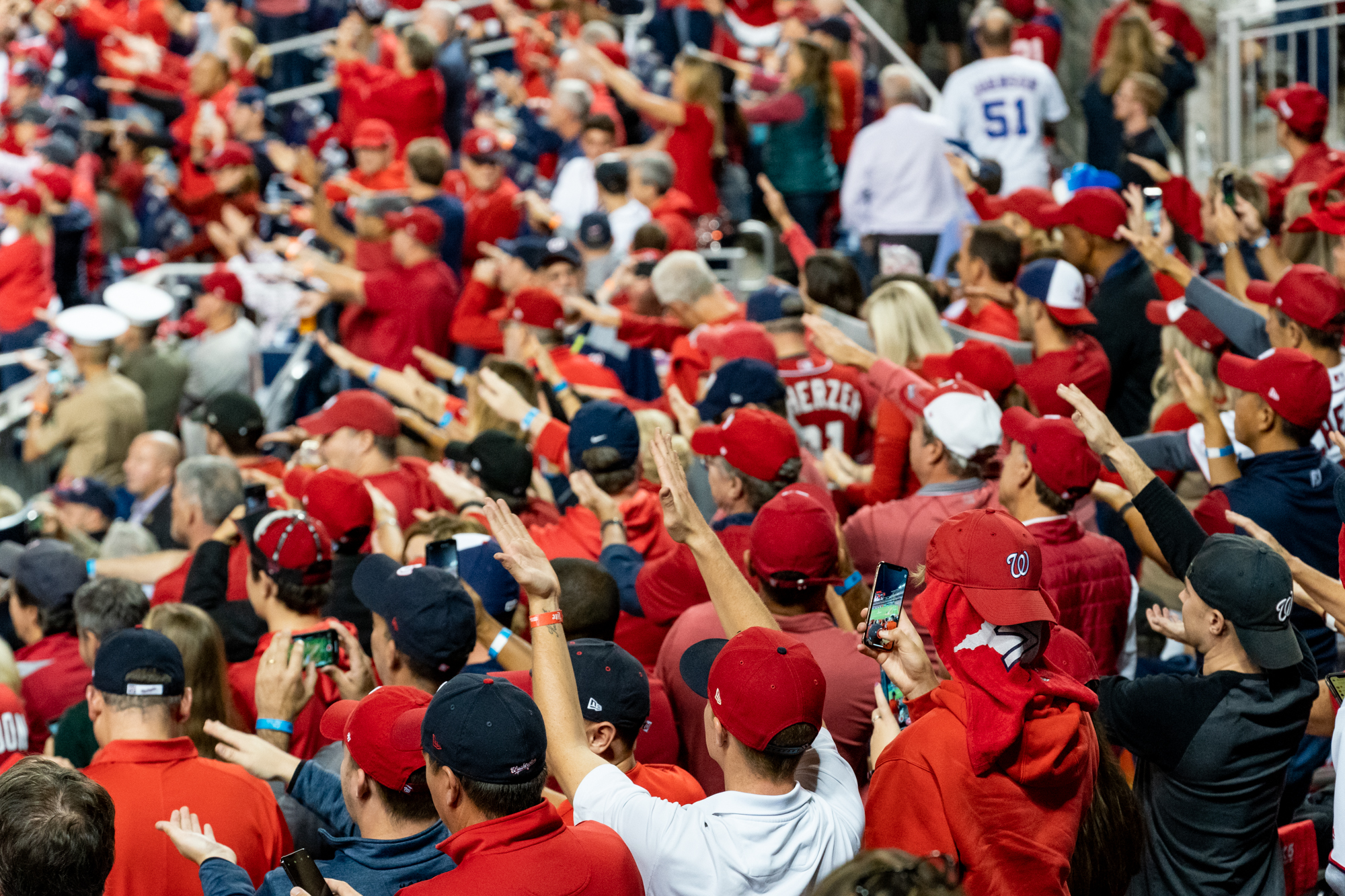
Fanoušci Washington Nationals pohybem paží hromadně napodobují klapání žraločích čelistí (2019)

V roce 2019 se stala píseň oblíbená mezi fanoušky baseballového týmu Washington Nationals poté, co si jeden z jeho hráčů Gerardo Parra, inspirován svou dvouletou dcerou, zvolil Baby Shark jako skladbu, která hraje při jeho nástupu do hry. V říjnu 2019 při protivládních protestech v libanonském Bejrútu demonstranti začali spontánně zpívat Baby Shark pro patnáctiměsíčního chlapce, který se se svou matkou v autě ocitl uprostřed protestů.
V září 2018 Baby Shark vstoupil do žebříčku UK Singles Top 40 a lednu 2019 se písnička dostala na 32. místo hitparády Billboard Hot 100 magazínu Billboard.
Píseň má kořeny v americké táborové písničce stejného názvu a je jako taková pravděpodobně volným dílem. Tato skutečnost komplikuje společnosti Smart Study převést virální senzaci na finanční úspěch, protože kdokoliv může ze stejného základu vytvořit vlastní písně, knížky nebo videa aniž by porušoval jejich autorské právo. Na podzim 2019 bylo zahájeno licencované americké koncertní turné Baby Shark Live! a televizní stanice Nickelodeon začala pracovat na animovaném seriálu a filmu.
V roce 2019 byla skladba Baby Shark využívána městem West Palm Beach na Floridě, aby odradila bezdomovce od spaní poblíž společenského centra. Tento počin si vysloužil vlnu kritiky.
V říjnu 2020 vyšla zpráva o třech dozorcích z vězení v Oklahomě, kteří čelí trestnímu stíhání za to, že mučili vězně opakovaným a hlasitým pouštěním skladby Baby Shark. Jednotlivé vězně měli zavřít do prázdné návštěvní místnosti, kde museli spoutaní stát proti zdi a nuceni poslouchat píseň, která běžela dokola ve smyčce. Podle vyjádření dozorců mělo jít o vtip.